# プリインストール
プリインストール (英: preinstall、プレインストール) は、販売するパーソナルコンピュータ製品（パソコン）に前もってソフトウェアをインストールしておくこと。

## 概要
メーカー製のパソコンの多くでは、工場出荷時に基本的な動作をさせるためのオペレーティングシステム（OS）やハードウェアを仲介するデバイスドライバ、そのパソコンを快適に動作させるためのアプリケーションソフトウェアなどがあらかじめインストールされているのが一般的だが、これらのソフトウェアとドライバをまとめてプリインストールソフトウェアと呼ぶ。
広義には工場出荷状態で製品として販売されている状態で、あらかじめ記憶装置に記憶させてあるソフトウェアのすべてが、「プリインストール」と呼ばれうるが、製品の差別化戦略の意味合いでは、他社製品にない利便性を提供するという意味で、カタログなどに掲載され表立って消費者に知らせられるものでは、ワープロソフトや表計算ソフト（オフィススイート）などのアプリケーションソフトウェアを指す傾向がある。
この他にはユーザーの利便性を高めるためにユーティリティソフトウェアなども導入済みであったり、あるいはOSの一部として組み込まれている場合もあるが、あまりユーティリティでもそれ単体がパソコンの動作全般に影響しない簡単なものでは、ユーザーに意識されない場合もある。

### プリインストールソフトウェアの例
以下に示すのは、家庭向けなどのパソコン製品一般にあらかじめ導入済みであることの多いソフトウェアであるが、ネットブックないしネットトップといった廉価版パソコンの中には、OSやデバイスドライバなど基本的なソフトウェア以外が導入されていない場合もある（理由は後述）。またCD-ROMなど記憶メディアの形でパソコン本体に添付され、ユーザーが任意にインストールすることを前提としているものは、それを指してプリインストールソフトウェアとは呼ばず、添付ソフトウェアないし同梱ソフトウェアなどと呼ばれる。
- PCのハードウェアに直接関連するもの
  - オペレーティングシステム - WindowsやmacOSなど
  - オペレーティングシステムに対応した各種ハードウェア（画面表示やLAN、サウンドなどの内蔵機能）のデバイスドライバ、設定ソフト、診断ソフト
  - ヘルプ・電子マニュアルなどのサポート資料や、これを見るためのAdobe Reader（PDFビューア）。
- オペレーティングシステムに対応した各種アプリケーションソフトウェア
  - オフィススイート（ワープロソフトや表計算ソフト、スケジュール管理など） - Microsoft Officeなど事務に特化したパッケージソフトウェア群。
  - アンチウイルスなどセキュリティ対策ソフト - Norton AntiVirusなど。通常製品版よりも利用期間が制限されている場合もある。
  - DVDビデオの再生やストリーミング配信に対応する各種メディアプレーヤー - WinDVDやRealPlayerなど。
  - DVD-RやCD-Rなどへの書き込みを行うライティングソフトウェアやオーサリングツール
  - 家庭で利用する上で実用的な家計簿ソフトやはがき作成ソフト、翻訳ソフト
    - 以上のアプリケーションソフトについては、機能や期間が大幅に限定された「体験版」を含む。

  - インターネットサービスを利用する上で必要な申込や各種設定を行う、プロバイダ提供のユーティリティ
  - デスクトップに常駐するランチャー

もっとも、日本の大手PCメーカーが一般家庭向けに販売するパソコンになると、プリインストールされるアプリケーションソフトウェアの数は数十個にものぼることもある（特に富士通製のコンシューマー向けPCに多く見られる）。またメーカーによっては、自社オリジナルないしOEMブランドなどのソフトも少なくない。ソフトウェアメーカーでは既存のソフトウェア製品をベースに、各パソコンメーカー用にカスタマイズ・最適化して提供する場合もある。

## プリインストールの利点と欠点
パソコンにソフトウェアがあらかじめインストールされていることで、ユーザーは必要なソフトウェアを別途ダウンロードや購入後のインストールする手間が省ける。また、プリインストールソフトの種類を幅広いものとすることで、パソコンを購入後、すぐに多岐の目的で利用できる。これと同時に、ソフトウェアメーカーでは、パッケージソフトウェア（単体市販）の製品版と比べパッケージを省略することができ、また販路をパソコンメーカーに依存できることから、市販の製品よりも安価にライセンスを提供する場合もあり、ユーザー側から見ると同等のソフトウェア製品を割安で利用できる利点がある。
以上は通常版のソフトであるが、期間や機能を制限した「体験版」「期間（機能）限定版」などと呼ばれるソフトがインストールされる場合もある。この場合、ソフトメーカーから見た場合には、パソコンは一種の広告宣伝用としてのメディアでもあり、市販品の購入を期待してインストールされる。
しかし、プリインストールソフトの数が多くなるほど、限りあるハードディスクなど電子媒体の記憶容量を圧迫していき、またそれらが常に動作し続ける「常駐ソフトウェア」であれば、CPUリソースとメモリをも圧迫することになり、パソコン自体の処理能力に負荷を生む。2020年代現在ではハードディスクやSSDといった記憶装置やメインメモリもそれぞれ大容量化が進んで改善する傾向にあるが、それに比例する形でアプリケーションソフトウェアもある程度のハードディスクの大容量を必要とするようになっていく傾向もあり、そういった記憶媒体の容量とそこに収めるデータ量のいたちごっこの関係も存在する。
なお、1990年代後半から2000年代初頭にかけてのインターネット利用が進んでパソコンが一般家庭に普及し始めた時代には、特にノートパソコンではハードディスクやメモリの搭載量が少なく（ハードディスクは10GB程度、メモリは32〜64MB程度しかなく）、プリインストールされた常駐ソフトウェアだけでメモリリソースを完全に使い切ってしまうような商品も見られた。このようなソフトウェアの肥大化の傾向は、2000年代後半に入って市場を築き始めたネットブックないしネットトップなどに含まれる製品でも、似たような動向が見出せる。
その一方で、ユーザーの利用目的や環境によっては使われないままのソフトウェアも少なくないうえ、“たくさんプリインストールされているソフトウェアのどれを使用すればいいかパソコン初心者が戸惑う”といったユーザー側の混乱、あるいは“プリインストールされている常駐ソフトウェアの中に紛れてしまい、コンピュータワームなど常駐型マルウェアと判別しにくく発見が遅れる”などといった、かえって快適さから遠ざかる状況を生み出す要因ともなっている。
また、インストールされているOSを最新バージョンへ（例：Windows 7 / 8.1 → Windows 10 のように）アップグレードした場合、旧バージョンのOSで利用できたソフトウェアが、最新バージョンでは利用できなくなるおそれがあるうえ、メーカーのサポート対象外にもなりうる（メーカー製のパソコンではOSのアップグレードおよびクリーンインストールはほとんど想定されていないうえ、最新のOSで利用可能なソフトウェアが提供されない場合もある）。
こうした観点から、不要なソフトウェアを自らの手によってアンインストール（削除）する中・上級ユーザーもみられるが、メーカーオリジナルのソフトウェアはハードウェアの動作に不可欠なデバイスドライバとセットとする形で直結しているのも多く、どれを削除すればよいかわかりづらいなどの混乱も発生しうる。リカバリーディスクから再インストールした場合、OSとソフトウェアが全て付属する形でインストールさせられることもあり、「インストールしたいソフトウェア」と「不要なソフトウェア」を選択できない場合もあるが、メーカーによっては、OSとドライバの含まれた「リカバリーディスク」とプリインストールソフトの含まれた「アプリケーションディスク」に分離し、リカバリー時にユーザーが任意でソフトをインストールできるパソコンも少なからず存在する。

### ライセンス上の問題
プリインストールソフトについては、基本的には「パソコン本体とセットの形であれば、ライセンス譲渡は可能」とする形態をとっている場合が多いが（マイクロソフトなど）、ライセンスの譲渡を認めない場合もあり、中古機として売却、購入する場合に問題を生じる可能性がある。

## プリインストールソフトとパソコン本体価格
各プリインストールソフトの価格は、市販ソフトの体験版など例外もあるが、基本的にパソコンの本体価格に上乗せされているため、販売価格が割高になる。特に、OSやオフィススイートの種類（グレード）は価格を大きく左右する。
直販メーカーが販売するパソコン製品や（場合によっては自作パソコンも）大手メーカー製と比較して安価なのは、プリインストールソフトが少ないことと、キーボード・マウス・ディスプレイ・プリンターなどの周辺機器を別売としていることも理由の一つである（パソコンの動作に最低限必要なOSとデバイスドライバのみのインストールで済ませる機種もある）。
大手メーカーでも、プリインストールするソフトウェアを大幅に削減し、価格を抑えたモデルを販売する例がある。例えばIBMが1995年より発売していた家庭向けパソコンブランドのAptivaシリーズは、プリインストールのみならず同梱ソフトウェアを大量（最盛期の1996年には50タイトルを超える）に付属することで、他社製品にない付加価値と利便性をアピールしたが、やがてパソコンがコモディティ化と共に低価格競争に突入、またユーザーの指向もインターネット接続の端末とする形の利用が定着すると、不要なソフトウェアの存在が他社製品との競争で不利になったため、次第にプリインストールを切り捨てる形でコストダウン、最終モデルでは7-8タイトルにまで減らされたという。

## ビジネスモデルとプリインストール
法人向けとして販売されている、いわゆる「ビジネスモデル」と呼ばれる機種では、本体価格をできる限り低価格に抑えるため、また業務で使う他のアプリケーションとの競合を回避したり、セキュリティポリシー上で利用が制限されるソフトウェアも出るなどの理由から、プリインストールソフトウェアは極力省かれる傾向にある。
これらの機種ではOSと必要最低限のソフトウェア（デバイスドライバ・オフィススイート・アンチウイルスなど）しかインストールされていない機種が主流で、また、印刷媒体のマニュアル（取扱説明書）は管理責任者のみが参照する必要性しかないため、各々の本体には電子マニュアルやオンラインヘルプおよびサポート資料が電子データとしてプリインストールされるのみである。この電子マニュアル類は閲覧にAdobe ReaderなどPDFビュアー（表示ソフトウェア）を必要とするため、これも標準的にプリインストールされているものも多い。
なお、オフィススイートなど業務で求められるアプリケーションソフトウェアについては「一企業・一団体の範囲で、一定の台数までインストールを認める」ボリュームライセンスといった一括導入形式でのライセンス（ソフトウェアの利用権）購入してあることが多く、この場合には各々にライセンスが付属しているプリインストールソフトウェアのほうが割高となる傾向もあり、その意味でもユーザーが何を求めるかも様々に異なる関係で、プリインストールソフトウェアは邪魔となる傾向がある（コストダウンとオープンドキュメントへの対応から、OpenOffice.orgやLibreOfficeなどで代用することもある）。
数十台以上の一括導入を行うようなユーザーで、OSのボリュームライセンス権を持つユーザーの場合は、ハードウェアだけを調達し、PXEを使用したネットワーク経由でのOS・アプリケーションの展開を行う場合もある。
特に企業ユーザーでは、最新のソフトウェアに可能性として存在するセキュリティホールを忌避する関係から、ある程度「枯れた」（製品としては古いが、問題が出きってあらかた改善されている）古いバージョンのソフトウェア製品をセキュリティポリシーから選択する場合もあり、この部分もビジネスモデルに潤沢なプリインストールソフトウェアが求められない一因となっている。

## クラップウェア
プリインストールソフトウェアは、製品であるコンピュータを使うユーザーに何がしかの利便性を与えたり、またアプリケーションソフトウェアメーカーが提供する試供品的な宣伝媒体ともなりうるが、その一方でユーザーが望まない、あるいは導入されていることでユーザーに不便（マシンリソースを浪費したりブートに時間が掛かるようになったりする）を強いるものも存在する。これらは、一種の宣伝として機能するため、コンピュータメーカーに（ソフトウェアメーカーからの）収入が発生するために導入されているという。
これらの不要なソフトウェアはクラップウェア（英: crapware・意訳すると「ごみウェア」とも）と呼ばれ、プリインストールの形で、ともすればオペレーティングシステムに深く組み込まれた形でメーカー製パソコンなどに含まれているが、この中にはスパイウェア的な挙動でユーザーに不信感を与えるものすら存在する。
こういったソフトウェアは、従来パソコンなどに顕著な問題であったが、近年では高度化しアプリケーションソフトウェア実行環境を備えるスマートフォンにも広まりを見せている。スマートフォンにおいては、システム組み込みで容易に除去できず、アンインストールの手段が十分に提供されていないため、問題視されている。